# Vall dels Reis
La Vall dels Reis (àrab: وادي الملوك, Wādī al-Mulūk, i anteriorment també وادي بيبان الملوك, Wādī Bībān al-Mulūk) és una vall molt coneguda d'Egipte on es van construir, durant uns cinc segles (des del s. XVI al s. XI aC), multitud de tombes de l'Imperi Nou, sobre la riba occidental del Nil a l'altura de Tebes (avui la ciutat moderna de Luxor). Forma part del conjunt de la Necròpolis Tebana, on també podem trobar la Vall de les Reines, allà s'enterraven principalment les Grans Esposes Reials i alguns prínceps i princeses d'Egipte.
El nom complet de la Vall durant l'antic Egipte era "La Gran i Majestuosa Necròpolis dels Milions d'Anys del Faraó, Vida, Força, Salut a l'Oest de Tebes" (a sota en jeroglífics), la forma abreviada era "La Gran Necròpolis dels Milions d'Anys", i també s'emprava molt la fórmula, Ta-sekhet-ma'at ("el Gran Camp").
La necròpolis és la segona més gran de la zona i probablement la més antiga. Fou el lloc d'enterrament principal dels faraons i de la cort reial durant les dinasties XVIII, XIX i XX. La vall es divideix en dos, la Vall Occidental o Vall dels Micos i la Vall Oriental, on hi ha la majoria de tombes.
Es tracta d'una petita vall rodejada d'unes muntanyes no gaire altes, de pedra tova però més resistent que les muntanyes de sorra, a les que avui dia s'accedeix per carretera fins a l'entrada principal i després a peu o amb un petit tren turístic anomenat Tuf Tuf. La tomba més coneguda és la de Tutankhamon que es pot visitar pagant un suplement. La resta del complex es pot visitar gairebé tot, però el tiquet estàndard només inclou l'entrada a tres de les tombes. No totes les tombes es poden visitar, algunes estan tancades al públic per motius de conservació, pel perill d'esfondrament o perquè estan essent excavades en l'actualitat.
La nomenclatura de cada tomba individual va precedida per les sigles en anglès KV (Kings' Valley, Vall dels Reis), per a distingir-les de la resta de tombes d'altres zones d'Egipte, les de la Vall Occidental es poden trobar descrites substituint les sigles KV per WV (West Valley, Vall Occidental en anglès) i amb el mateix número, és una nomenclatura antiga que es pot trobar en manuals, articles, revistes i llibres antics ("KV" és la nomenclatura oficial, emprada pel Theban Mapping Project o TMP). L'ordre dels números correspon a l'ordre en què van ésser descoberts els hipogeus i es basa en la nomenclatura establerta per John Gardner Wilkinson a finals del s.xix.
| G41 | G1 | Aa1 · D21 | O1 | O29 · Y1 | A50 | s | Z4 · Y1 | G7 | N35 | C11 | Z2 · N35 | M4 | M4 | M4 | t · Z2 · N35 | O29 · O1 · O1 | G7 | S34 | U28 | s | D2 · Z1 | R14 | t · t | N23 · Z1 · N35 | R19 | t · O49 | G7 |

| G41 | G1 | Aa1 · D21 | O1 | O29 · Y1 | A50 | s | Z4 · Y1 | G7 | N35 | C11 | Z2 · N35 | M4 | M4 | M4 | t · Z2 · N35 | O29 · O1 · O1 | G7 | S34 | U28 | s | D2 · Z1 | R14 | t · t | N23 · Z1 · N35 | R19 | t · O49 | G7 |

## La Vall Occidental i la Vall Oriental

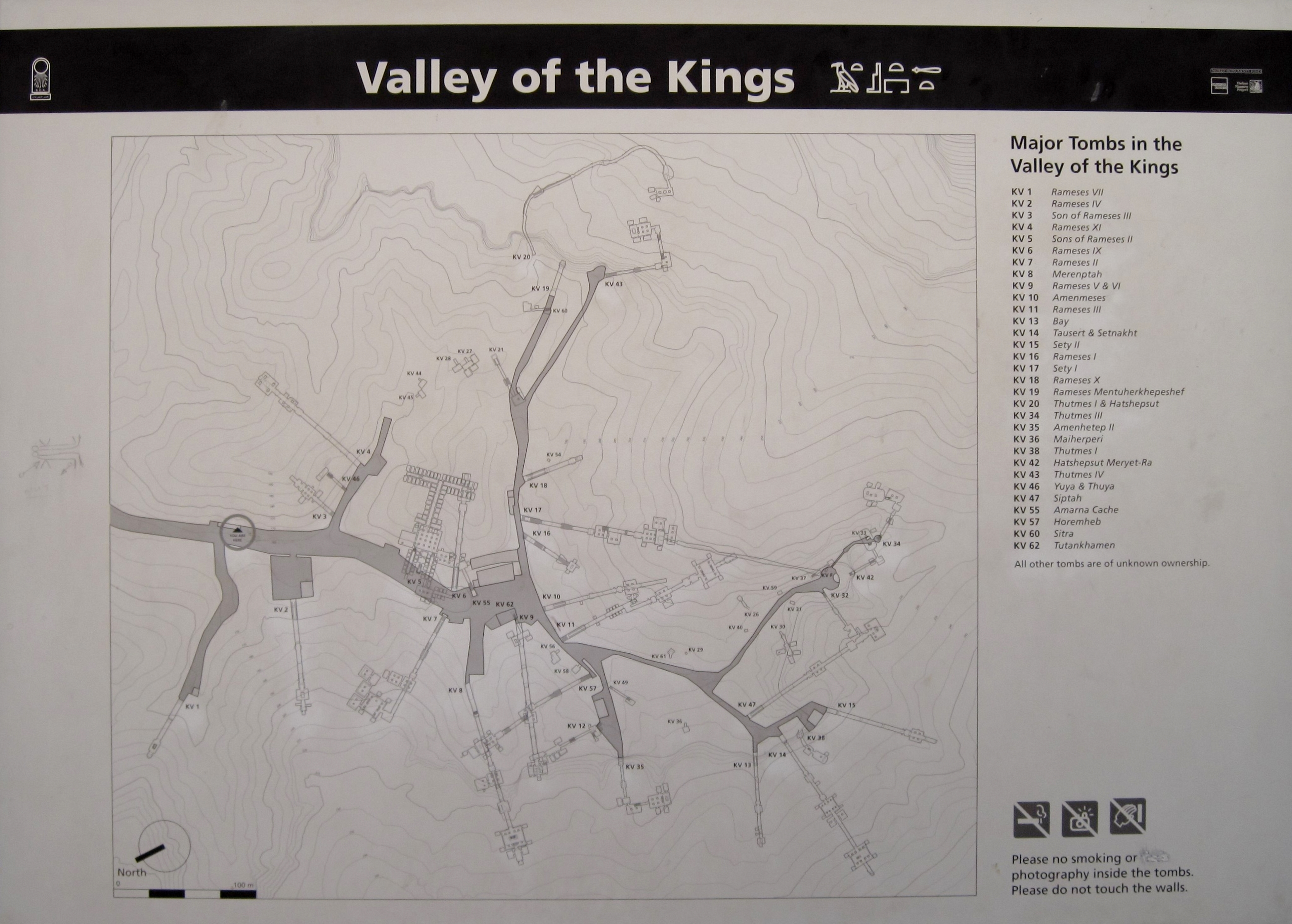
Plànol de la Vall

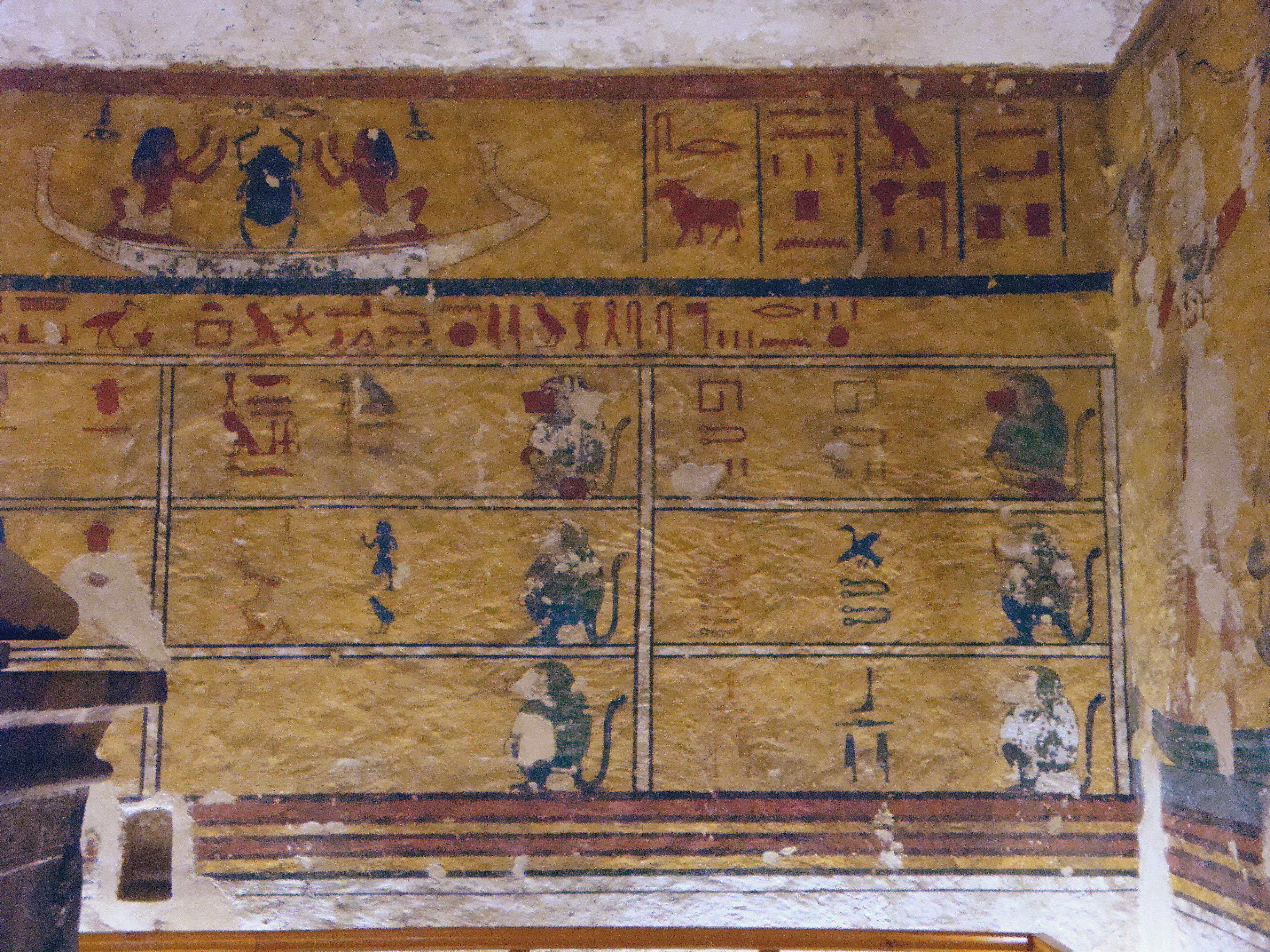
KV23, Tomba del Faraó Ay

La Vall Oriental és la més coneguda i més visitada pels turistes. És la zona on hi ha la gran majoria de les tombes. Totes les tombes han estat saquejades en algun moment de la seva història, inclosa la KV62, la famosa tomba de Tutankamon. Les més destacades per les innovacions arquitectòniques, per la seva magnitud, per la bellesa de la decoració o per la seva originalitat són (per ordre de numeració): la KV5 (dels fills de Ramsès II), la més gran de totes amb diferència i amb una estructura única, la KV17 (de Seti I), considerada la "més bella" de la Vall, la KV20 (de Hatshepsut i Tuthmosis I), probablement la primera tomba que es va construir a la Vall, la KV34 (de Tutmosis III), la que té la decoració més original i innovadora, la KV35 (d'Amenofis II), per l'originalitat de la decoració i per haver estat un "refugi" per a nombroses mòmies reials, la KV57 (de Horemheb), la més interessant des del punt de vista arqueològic per estar inacabada en diferents fases i la KV62 (de Tutankamon) per la bellesa i la quantitat d'objectes trobats a dins.
A la Vall Occidental, també anomenada "Vall dels Micos", només hi ha cinc sepulcres o fosses. Bona part de les tombes estan profusament decorades amb pintures i inscripcions. No es conserva gairebé res dels objectes que contingueren, si bé algunes encara mostren el lloc on estava el sarcòfag. Hi ha tombes a peu pla i d'altres a les que s'ha de baixar per passos estrets, essent l'atmosfera a l'interior irrespirable.

## La construcció de les tombes

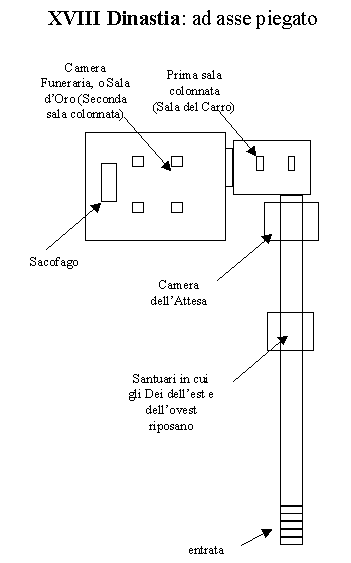
Esquema d'una tomba en angle

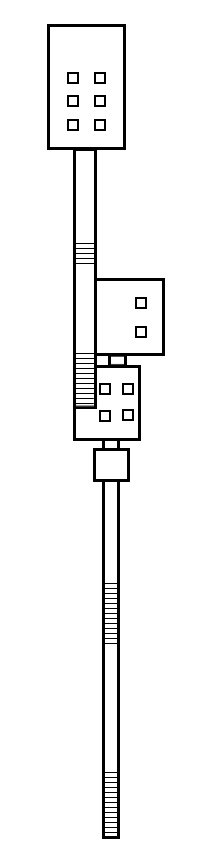
Esquema d'una tomba en paral·lel

Existeixen diverses teories sobre la decisió de la dinastia XVIII (i de les dinasties XIX i XX que van seguir aquesta tradició) de deixar de construir mastabes i piràmides i passar als hipogeus subterranis de la Vall dels Reis. Una de les més conegudes és la que diu que ho van fer per a evitar l'espoli de les tombes. El saqueig de tombes reials era habitual ja aleshores i les tombes dels grans faraons de les primeres dinasties havien estat robades tantes vegades, que no quedava res més que les edificacions en la majoria d'elles. És possible que, de bon principi, es triés un lloc nou i un nou sistema de construcció de tombes en part per aquest motiu. De fet, es modifica totalment el sistema d'enterrament mantenint-ne el simbolisme i l'estructura bàsica, se separen els temples funeraris de les tombes, els temples es construeixen més o menys "a la vista", a la ribera oest del Nil, enfront de Tebes (el Ramesseum, el complex de temples de Deir el Bahari o el temple funerari del complex de Madinet Habu en són un exemple), s'omet qualsevol mena d'element exterior a les tombes en si (com una porta, una piràmide, una làpida o qualsevol altre símbol), tret del de la muntanya d'El-Qurn, amb forma de piràmide, es munta un sistema de vigilància permanent de la zona, el cos dels medjai, uns mercenaris d'origen nubià (possiblement d'una regió prop d'Assuan) dedicats exclusivament a vigilar la Vall, i s'aïlla els treballadors (artesans, obrers i constructors) en un únic poble allunyat de tot (excepte dels palaus i temples dels sobirans i de la mateixa Vall), més o menys autosuficient i amb temples i necròpolis pròpia, a Deir el Medina, i amb unes condicions de vida molt superiors a les habituals: bon menjar, torns de feina de vuit hores, bons sous, vida en família, etc. No és un fet del tot nou, s'ha trobat, per exemple, un poble similar a la zona de Guiza, però no estava tan aïllat i sembla que els treballadors només vivien allà per temporades, no permanentment, tampoc és un fet nou el d'excavar tombes dins la terra, això ja es feia en èpoques predinàstiques (la tomba es cobria formant un túmul o una mena de mastaba primitiva, com a Umm al-Qa'ab, un dels cementiris d'Abidos) i els enterraments en mastabes tenien tota una estructura de tomba subterrània, amb diverses cambres i passadissos, però amb la plataforma exterior que li dona nom.

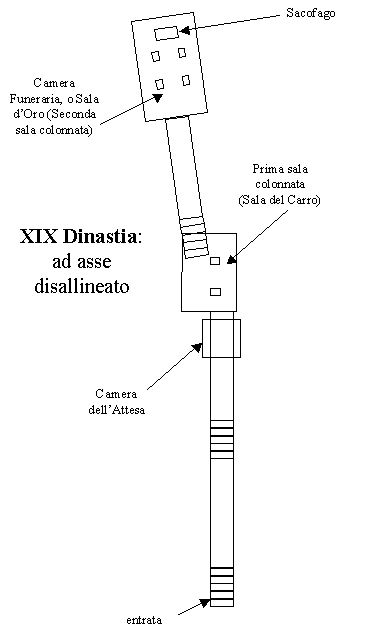
Esquema d'una tomba desviada

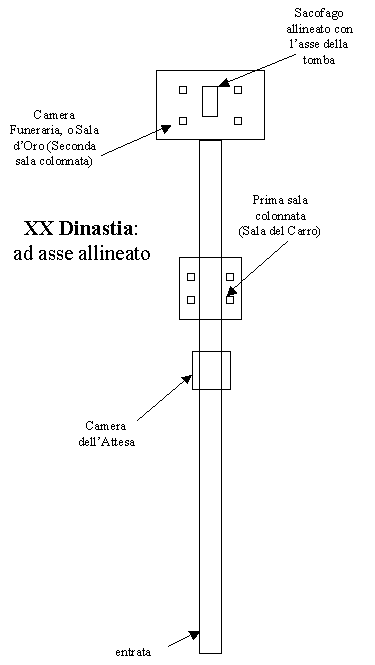
Esquema d'una tomba en línia

La construcció de cada tomba començava amb la tria del lloc d'excavació, el propi djati (càrrec equiparable al d'un visir o primer ministre) i els seus col·laboradors en decidien l'emplaçament, aleshores es realitzava un disseny arquitectònic previ que havia de ser aprovat pels alts càrrecs, inclòs el mateix faraó. Un cop aprovat, es realitzava la cerimònia de fundació, una tradició ancestral i que també s'emprava en la construcció de temples, que consistia en una sèrie de rituals sagrats i l'enterrament d'ofrenes religioses en petites cavitats excavades al voltant de la futura entrada a la tomba (avui dia encara es realitza l'acte oficial de posar la "primera pedra" en les construccions destacades). Tot seguit començava l'excavació, primer es foradava la terra i es construïen les cambres i els passadissos principals, es netejava i polia la roca excavada, s'arrebossaven i s'allisaven les parets i començava la part de la decoració. Els aprenents reproduïen a les parets, sostres i pilars els dissenys dels mestres (dibuixos i textos sagrats) amb pintura vermella sobre el fons de guix, els mestres corregien després a sobre amb pintura negra, realitzant un traçat ferm i final, posteriorment es reomplia l'interior dels dibuixos o s'esculpia el guix (si la tomba es decorava amb relleus) i finalment es pintava (vegeu algunes imatges a: KV57). En el disseny de la tomba també s'inclouen prestatges i nínxols per a les estàtues i els objectes funeraris rituals (emprats pel seguici funerari), així com cambres laterals on s'emmagatzemava l'aixovar del difunt.
Les tombes van anar evolucionant, en general van adquirir cada vegada més complexitat i cada vegada es van decorar més sales i passadissos (al principi només es decorava la cambra funerària). La forma de les tombes també va canviar: durant la dinastia XVIII les tombes tenien forma de L (s'anomenen tombes en angle), mentre que les tombes de la dinastia XIX seguien un eix recte, amb un lleuger desviament a partir de la sala dels pilars, creant un segon eix paral·lel al primer i dividint la tomba en dues zones clarament diferenciades (s'anomenen tombes en paral·lel), i les de la dinastia XX seguien un únic eix recte (s'anomenen tombes en línia). Existeix una variant de les tombes de la dinastia XIX, on la segona part de la tomba no va en un eix paral·lel sinó que només es desvia del primer eix uns graus cap a l'esquerra (s'anomenen tombes desviades).
L'estructura bàsica d'una tomba es dividia en seccions o zones segons la seva funció, la primera part de la tomba estava dedicada principalment al déu Ra, el Sol, símbol de la vida i del renaixement, i la segona a Osiris, déu dels morts i del més-enllà:
1. Sender del Sol (les primeres escales i corredors): segurament relacionat amb el viatge del sol pel més-enllà.
2. Santuaris on descansen els Déus de l'Est i de l'Oest (un únic corredor): un passadís amb grans nínxols (poc profunds, però molt alts i amples) a cada costat.
3. Sala d'Espera o Sala de l'Obstacle: zona del pou funerari o pou ritual.
4. Sala del Carro de Guerra (a continuació del pou): sala amb pilars decorats amb imatges del faraó amb els déus (un a cada pilar o a cada cara de cada pilar).
5. Sala de l'Or (sala del sarcòfag): també coneguda com a cambra funerària, entre la Sala del Carro de Guerra i aquesta hi havia quasi sempre, com a mínim, un corredor.

### Els problemes de construcció
Les tombes s'excavaven a mà, picant la roca només amb cisells de coure, sobre un terreny principalment de roca calcària per això es trigaven anys a fer-les. A part dels previsibles accidents laborals, els principals problemes amb què es topaven els constructors eren:
- Trobar una veta de roca més dura que dificultés l'excavació o trobar una de roca més tova o una zona inestable que provoqués esfondraments.
- El perill d'inundació de la tomba començava ja amb l'excavació, amb totes les seves conseqüències (les pintures malmeses, l'efecte "esponja" de la pedra també provocava inestabilitat a l'obra i podia arribar a causar esfondraments, etc.). Algunes teories creuen que la construcció dels pous funeraris rituals era per a minimitzar el pas de l'aigua i del fang cap a les zones principals de la tomba i no necessàriament per a evitar-ne o dificultar-ne el saqueig.
- Trobar una altra tomba: com més tombes hi havia a la Vall i com més temps passava des de la construcció de les primeres tombes, més fàcil era trobar una tomba anterior la situació de la qual s'havia oblidat o es desconeixia. En aquest cas els constructors optaven per incorporar la tomba preexistent a la nova tomba i continuar l'obra seguint l'eix de construcció que tenien establert, creant una porta de sortida a la paret contrària de la tomba antiga per a poder travessar-la. És el cas, per exemple, de la KV9 de Ramsès V i Ramsès VI, que va coincidir amb la tomba familiar KV12, o la KV11, començada per Setnakht i acabada i ocupada pel seu fill i hereu Ramsès III, que va coincidir amb la KV10 d'Amenmesse.

## Orígens: La dinastia XVIII

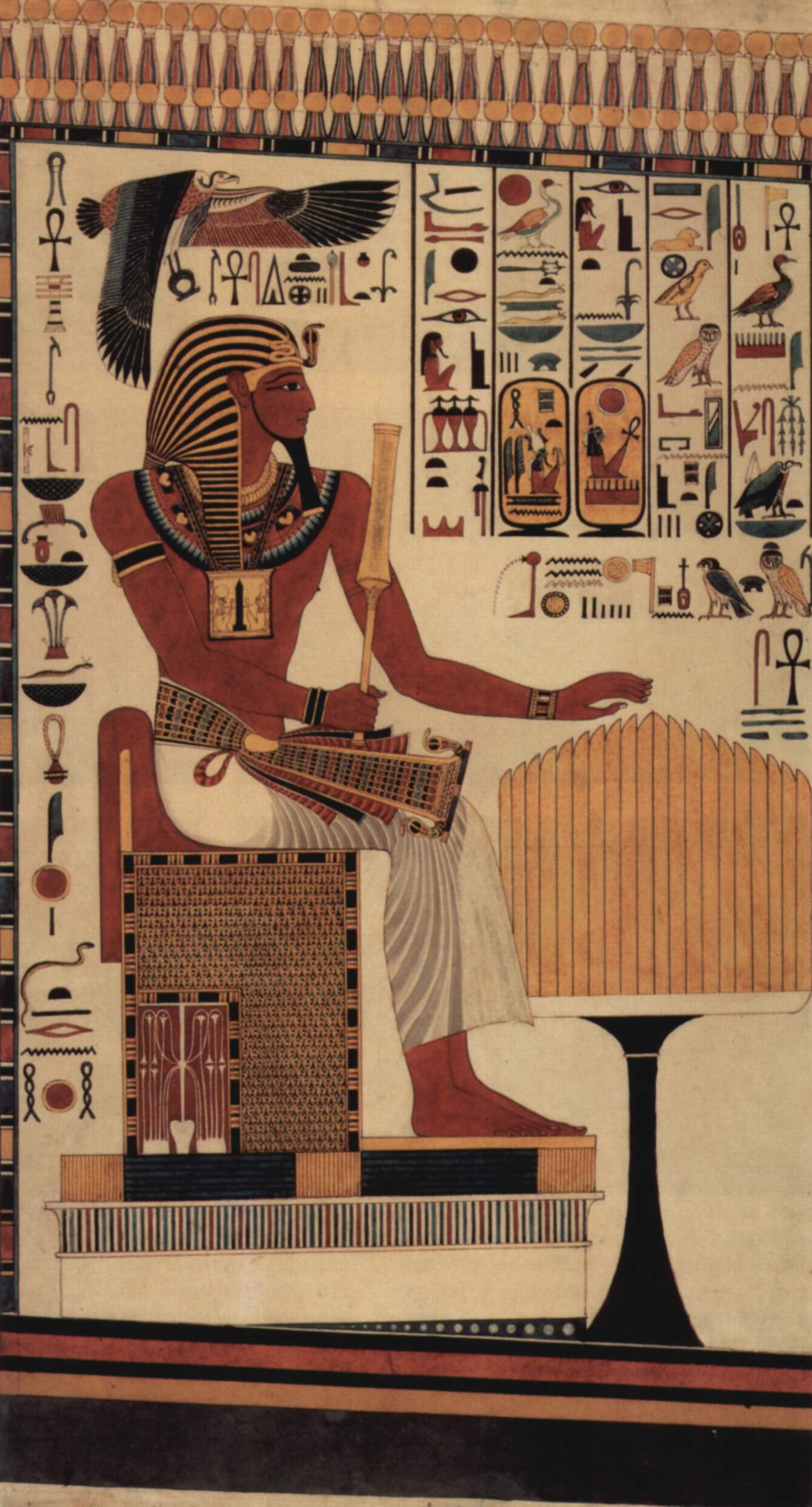
Tomba de Seti I (KV17), potser la més bonica de la Vall dels Reis.

El primer rei conegut que va abandonar la necròpolis de Dra Abu al-Naga va ser el tercer faraó de la dinastia XVIII, el gran Tuthmosis I, que, entorn de l'any 1500 abans de la nostra era (va governar de 1504-1492 aC), va encarregar a la seva mà dreta i arquitecte real Ineni la construcció de la seva tomba al major secret.
Al principi és possible que es pensés en la Vall dels Reis com un cementiri familiar, no només dedicat als reis. Prova d'això són més nombroses tombes menors, gairebé totes de temps de la dinastia XVIII, en les que sens dubte van haver de ser enterrats reines, prínceps i princeses. Seria només a partir de la fundació de la Vall dels Reis quan la quantitat de personatges no reals enterrats a la Vall dels Reis baixa dràsticament.
Les tombes de la dinastia XVIII han estat, en la seva gran majoria, les últimes a ser descobertes. Això es deu al bé que dissimulaven els constructors de tombes la seva entrada, i als enderrocs que van caure en els llindars amb el pas del temps. Així i tot, que se sàpiga, tan sols dues d'elles (les tombes KV46 i KV62, ambdues d'aquesta època) van mantenir quasi tots els seus tresors i ocupants indemnes i relativament fora de perill de saquejadors.
La Vall dels Reis va patir en temps d'aquesta dinastia algunes temptatives de ser abandonat: es creu que Tuthmosis II va construir la seva tomba en un altre lloc; Amenofis III ho va fer a la Vall Occidental, allunyant-se de la tradició; i fins i tot Akhenaton, en traslladar la capitalitat a Akhetaton, la seva nova ciutat construïda al mig del desert, va dissenyar una necròpolis en la moderna Tell el-Amarna. És possible que, ometent els motius religiosos i polítics concernents a Akhenaton, els altres intents fossin causa de l'aparició dels primers saquejadors de tombes, que ni tan sols els soldats reials i les guàrdies nocturnes podien evitar.

## Les dinasties XIX i XX

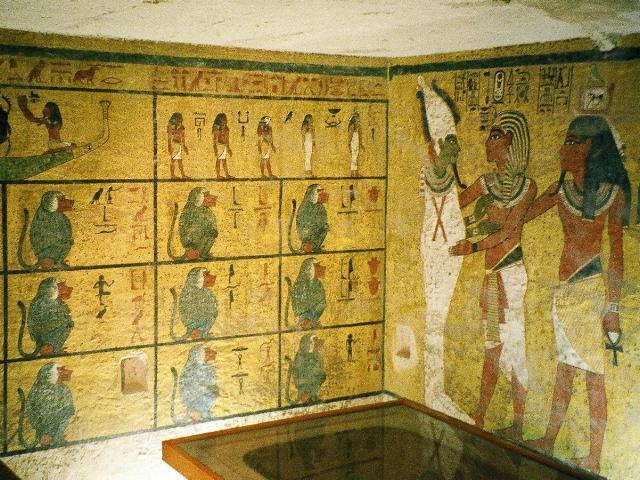
Tomba de Tutankamon, la més coneguda de tota la Vall

Seria amb les noves dinasties quan la Vall dels Reis experimentés un profund canvi. Les tombes passarien a ser de disseny completament recte (al contrari que les de la dinastia XVIII, on solen presentar suport), i la seva entrada és molt més fàcil de descobrir que la dels seus antecessors. Això provocaria un augment espectacular en els robatoris, i les tombes ja ben conegudes des de l'Antiguitat serien precisament les d'aquesta època.
Tot i que Tebes va perdre la capitalitat a favor de Pi-Ramsès, al Delta del Nil, els reis van seguir mantenint la necròpolis i construint els seus temples funeraris a la riba occidental tebana. No obstant això, les coses estaven canviant, i els monarques cada vegada es desentenien més de l'antiga capital i els sacerdots d'Ammon anaven adquirint el control. Al mateix temps, Egipte s'estava debilitant, i la fam i la pobresa començaven a fer la seva aparició en les classes populars.
La incapacitat de molts faraons, les tensions amb els sacerdots i membres de la noblesa local, el perill d'una invasió, així com la carestia acabarien per col·lapsar l'Imperi Nou en el regnat de l'últim gran faraó, Ramsès III. És llavors quan es té notícies de la primera vaga coneguda de la Història Universal, quan els constructors de tombes van exigir més menjar i un salari millor.
Els següents faraons de la dinastia XX, fins a Ramsès XI, poc o gens van fer per canviar la situació. Tebes s'asfixiava, i els temors que es preveien ja des de feia segles, es van fer realitat: el gran sacerdot d'Ammon s'autoproclama autònom i, com un veritable rei sense corona, es va escindir del nord del país. Ramsès XI, que s'estava construint la seva tomba a la Vall dels Reis, mai va arribar a ocupar-la. Tant la necròpolis reial com l'Imperi Nou havien desaparegut, 430 anys després del regnat de Tuthmosis I.

## L'oblit

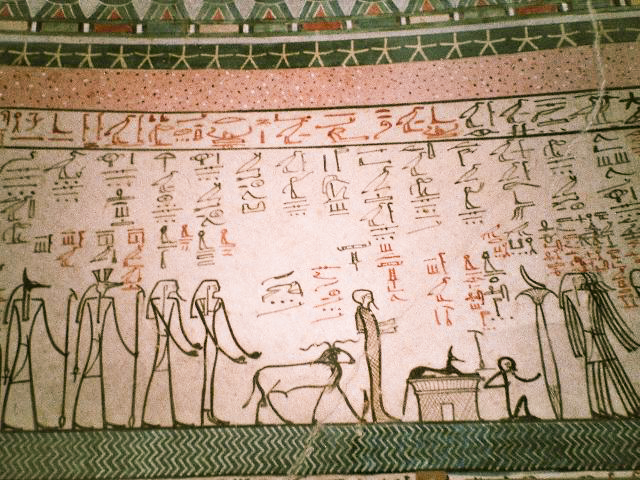
Tomba de Tuthmosis III, famosa per les seves pintures estilitzades.

Els reis de la dinastia XXI van traslladar la capital a Tanis, abandonant Tebes i deixant l'Alt Egipte sota el control dels Summes Sacerdots d'Ammon, i el principal problema que van haver de tallar va ser el dels lladres de tombes. La inestable situació del país, que ja mai més tornaria a ser un gran imperi, estava provocant que bandes, cada cop més agressives i menys temoroses dels càstigs que pesaven sobre els saquejadors, robessin les tombes i destrossessin les mòmies. L'escàndol era tal que fins i tot hi havia membres de l'administració local implicats en el robatori de tombes.
La prioritat era protegir la necròpolis més important, la Vall dels Reis, i així es va fer. El gran sacerdot d'Ammon Pinedjem II va ordenar traslladar les mòmies reals de les seves tombes a diversos amagatalls per posar-les fora de perill. S'ignora quants d'aquests amagatalls hi va haver, però s'han trobat dos dipòsits, en els quals es van trobar les mòmies de gairebé tots els faraons de l'Imperi Nou, d'alguns Summes Sacerdots, i de diversos familiars. Aquestes troballes tan valuoses es van produir a la tomba número DB320 de Deir el-Bahari i a la 35 de la mateixa Vall dels Reis.

## Redescoberta
Diverses tombes de la Vall dels Reis romandre obertes des de l'Antiguitat. Aquestes serien pastura del vandalisme dels grecs i dels romans, que s'inscriurien els seus noms (uns dels molts casos antics de graffiti, uns dels primers de la història serien els mateixos egipcis d'època faraònica) en algunes tombes, i fins i tot la ira dels cristians, que atacarien a algunes tombes o que fins i tot habitarien en elles, en el cas d'alguns ermitans. Seria amb la conquesta dels musulmans quan la vall tingués una mica de descans, ja que aquests directament ho ignoraven, considerant una cosa aliena i innecessària (tot i que van malmetre les piràmides i molts dels temples d'arreu d'Egipte per dos motius principals: perquè representaven déus pagans i per a "reciclar" materials de construcció).
Molt pocs viatgers europeus farien aparició a la Vall fins a l'arribada de l'expedició francesa de Napoleó, el grup d'historiadors exploraria el lloc i fins i tot identificaria algunes tombes que romanien oblidades, com la d'Amenhotep III.
Poc després arribarien altres com Belzoni, Champollion, Lepsius, Maspero i Carter, entre molts d'altres. Al llarg de tot el segle xix i començaments del XX començaven a descobrir algunes tombes reials i nombrosos pous funeraris que acreixien cada vegada més l'interès per la necròpolis i per Egipte en general. La troballa de tombes tan belles com les de Seti I (KV17) o Horemheb (KV57), dels amagatalls de les mòmies reals (la TT320, per exemple), o de la misteriosa tomba KV55 van crear una veritable febre en la qual diversos arqueòlegs i acabalats col·leccionistes competien per la millor troballa.
Seria el 1922 quan la Vall dels Reis desvelés el seu secret més ben guardat, la KV62, la celebèrrima tomba de Tutankamon, el rei-nen de la dinastia XVIII. Plena de tresors mai somniats, és sense competidor possible, la troballa més important de l'arqueologia contemporània universal, i el començament de la febre de l'Egiptologia que encara se sent en la societat. Però no seria la fi de la Vall dels Reis: encara que ja és prou improbable l'existència d'una tomba d'aquestes característiques amagada a la vall (sobretot perquè ja han estat trobats gairebé tots els faraons), tret de la KV5, espectacular per les seves dimensions, preval la tasca documental i de restauració i recuperació. Ja no s'excava a la recerca de tresors, sinó d'informació.

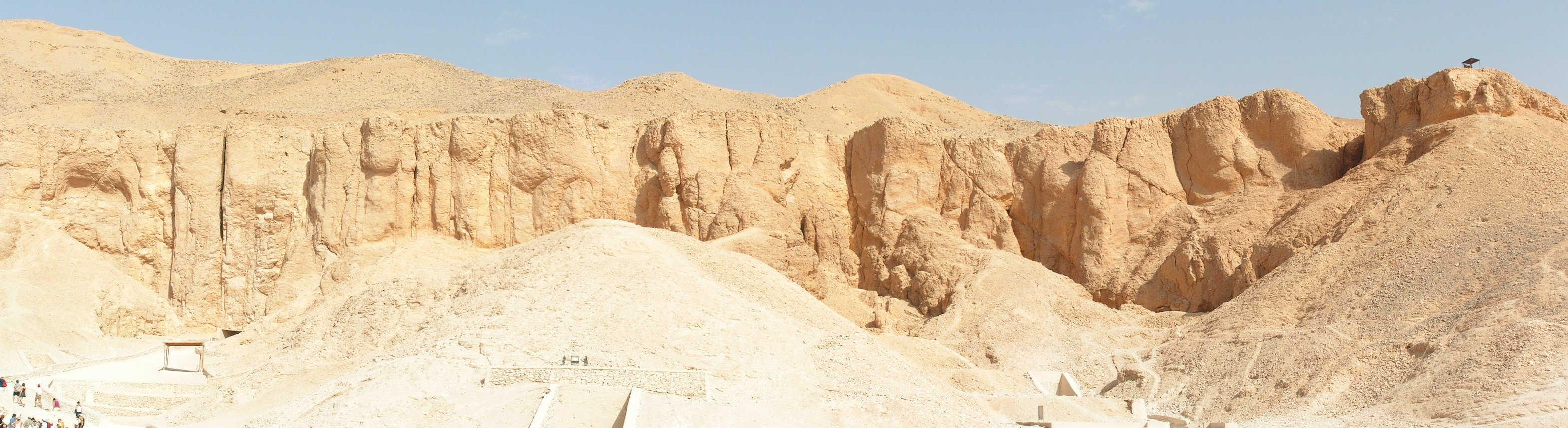
La Vall dels Reis. Necròpolis tebana de l'Imperi Nou.

## La Vall avui dia
En l'actualitat la Vall dels Reis és el desenrunament d'algunes tombes i el redescobriment d'algunes que s'han tornat a perdre des del segle xix. Actualment s'estan produint tasques de restauració i de facilitar l'accés als turistes al lloc. No totes les tombes estan obertes al públic, però sí moltes de les que desperten més interès per les seves bellíssimes pintures. Els sepulcres que més estan fent parlar avui en dia són, amb diferència, tres especialment.
- La tomba KV5, que està restaurada,[Quan?] podria ser la més gran de tota la Vall. Les últimes investigacions, així com la troballa d'alguns cossos, semblen indicar que hi van poder ser enterrats gran part dels més de cent cinquanta fills del faraó Ramsès II el Gran, el que el convertiria en la tomba col·lectiva més gran del món.
- La tomba KV55, que encara que ja no té cap secret de mostrar, segueix despertant un gran interès, ja que encara ignorem la identitat del cos trobat en ella i el veritable destinatari del sepulcre. Després de la tomba de Tutankamon, és la que més rius de tinta ha abocat. S'ha pensat que la Tomba 55 estava destinada a la gran esposa real Tiy, però que el cos allà trobat podria pertànyer al faraó Akhenaton o al seu ajudant o hereu tan poc conegut, Semenkhare. Els estudis a la mòmia es van succeint sense aportar encara dades concloents.
- La tomba KV63 és una de les grans esperances de l'egiptologia per posar una mica de llum en el complicat període dels regnats d'Akhenaton a Horemheb. Per sorpresa de tots, la seva troballa el 2005 va demostrar que els secrets de la Vall dels Reis encara no estaven esgotats i el descobriment de diversos sarcòfags (pel que sembla, tots buits) fan pensar que potser es tractés d'un amagatall de mòmies. A l'espera de més dades sobre aquesta nova notícia, només cal esmentar la teoria que hi van poder estar enterrades la mare o l'esposa de Tutankamon.

## Tombes reials que falten a la Vall dels Reis
En l'actualitat algunes tombes dels faraons encara no s'han trobat, el que deixa oberta la hipòtesi que encara estiguin per descobrir en algun lloc de la Vall o d'alguna necròpolis veïna. Aquests són els casos que es plantegen a continuació.

### Tomba d'Ahmose I

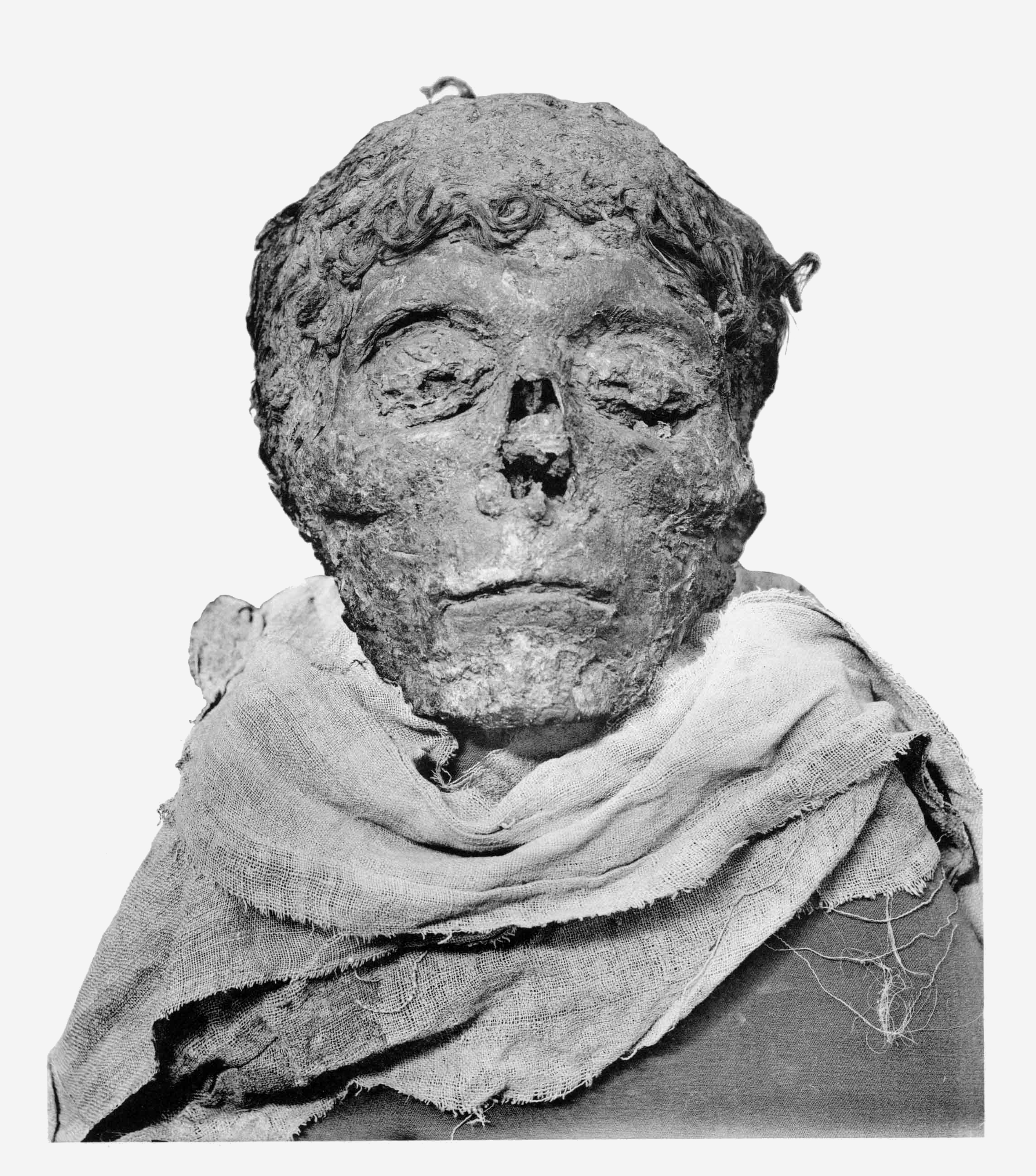
La mòmia d'Ahmose va ser trobada a Deir el-Bahari, a la tomba DB320.

Amosis I va ser el fundador de la dinastia XVIII i un heroi nacional que va aconseguir, després de diversos anys de lluites, expulsar els Hicsos del país i tornar a unificar les Dues Terres (Egipte) sota un únic ceptre. Va ser aquest monarca el que va convertir a Luxor i al culte del déu Ammon en símbols de la resistència.
Malauradament, no ha arribat fins als nostres dies cap menció del lloc de descans etern d'aquest faraó, ni tampoc sobre on podria estar. Atès que la seva mòmia va ser trobada en l'amagatall DB320, també anomenat TT320, juntament amb la majoria dels faraons de l'Imperi Nou, és possible que estigués descansant també a prop d'ells, en la Vall dels Reis, ja que va ser un dels dos immediats successors el fundador de la necròpolis.
Si Amosis no es va fer construir la seva tomba a la Vall dels Reis, sens dubte ho faria en la tradicional necròpolis de la família, a Dra Abu al-Naga, pitjor coneguda i que encara podria guardar aquest valuós secret. La troballa de la mòmia d'Amosis a l'amagatall de la TT320 es podria entendre si més tard el seu cos hagués estat portat a alguna tomba de la Vall dels Reis, o simplement al fet que els sacerdots que es van encarregar de posar fora de perill els cossos dels faraons també van tenir en compte als que no van ser enterrats a la Vall.

### Tomba d'Amenhotep I
Sempre s'ha tingut com a fundador de la Vall dels Reis a Tuthmosis I, però el fet que els constructors de tombes divinitzessin al seu predecessor en el tron, Amenhotep I (també anomenat Amenofis I), i la mare d'aquest, la Gran Esposa Reial, Amosis-Nefertari, va fer pensar que la parella reial va fundar el poble de constructors i que fins i tot van poder ser ells els primers enterrats a la necròpolis.
Qualsevol referent a la tomba d'Amenhotep I és un enigma, i actualment hi ha dues candidates bastant improbables: una és l'anòmala KV39 de la Vall dels Reis, situada molt lluny de la resta de les tombes i que compta amb una planta molt diferent a la resta de les seves germanes, i una altra és la AN-B, a la necròpolis de Dra Abu al-Naga, que sembla haver estat un enterrament reial però les dimensions no concorden amb les descrites al Papir Abbott, que parla precisament de la tomba d'Amenhotep I. En realitat, cap de les dues concorda, i és possible que encara estiguem a l'espera de trobar una tercera que s'hi aproximi més.
Sigui com sigui, és molt probable que Amenhotep I fos enterrat amb la seva mare, Amosis-Nefertari, i tant la KV39 com la AN-B podrien haver albergat un enterrament doble. El lloc d'enterrament de mare i fill havia de ser conegut pels sacerdots de la dinastia XXI, ja que les dues mòmies han estat també trobades a la TT320. El misteri d'Amenhotep I, qui potser va ser el fundador de la Vall dels Reis, segueix existint, i sembla que per uns quants anys més.

### Tomba de Thutmosis II

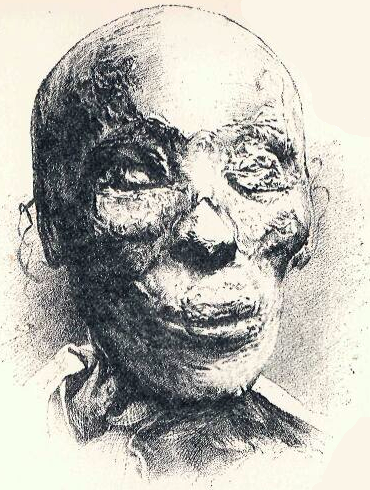
Cap de la mòmia de Thutmose II, també trobada en DB320.

Tuthmosis II és un dels monarques pitjor coneguts i que menys interès desperta de la cèlebre dinastia XVIII, i hi ha qui el veu com un rei titella i efímer el regnat del qual simplement serveix de pont entre el de Thutmose I i la famosa corregencia de Tuthmosis III i Hatshepsut. És tant el desconeixement que envolta aquest rei que ni tan sols se sap on va poder ser enterrat, encara que la seva mòmia es va trobar a la DB320 (TT320).
Com en el cas d'Amenhotep I, hi ha algunes hipòtesis i diverses candidates a ser la tomba de Tuthmosis II, però cap acaba de convèncer del tot als experts. D'una banda hi ha la WN-A i la TT358, a Deir el-Bahari i de l'altra la KV42 a la Vall dels Reis. Cap d'aquestes sembla una seriosa possibilitat, i s'està a l'espera de nous descobriments. Al cap i a la fi, sembla que és demostrat que la KV42 estaria destinada a la reina Hatshepsut Meritra i potser la WN-A fos la tomba assignada a la reina de finals de la dinastia XVII, Ahmosis-Inhapi.
Llavors, només quedaria la DB358 (TT358), de planta molt irregular però que té un pou funerari, cosa que només apareix en tombes reials. Si és aquesta la tomba de Tuthmosis II per què no va ser enterrat a la Vall dels Reis? En ser l'immediat successor de Tuthmosis I, és possible que el costum d'utilitzar aquell lloc com la necròpolis oficial encara no estigués assentada, i ja que semblava que Dra Abu el-Naga havia estat definitivament abandonada, potser Tuthmosis II optés per una més que modesta tomba a Deir el-Bahari.

### Tomba de Smenkhare
És lògic que del monarca més enigmàtic i menys durador de tot l'Imperi Nou no es conegui ni tan sols el lloc de la seva tomba. Tot el que envolta Smenkhare, primer coorregent d'Akhenaton i després, durant uns mesos rei en solitari, són especulacions i ni tan sols hi ha una tomba candidata possible a haver albergat el seu cos.
Tot just se sap qui va ser aquest misteriós personatge (potser ni tan sols fora home, i es tractés de la reina Nefertiti amb atributs masculins, a manera d'una nova Hatshepsut), i que la seva mòmia no ha estat encara identificada amb seguretat ni cap sepulcre sembla que li correspongui. S'ha pensat que potser era el destinatari de la tomba on després va ser enterrat el seu successor Tutankamon (la KV62), o potser tombes que s'hi assemblen molt com la KV55 o la KV56. No obstant això, cal remarcar la idea que en cap d'aquests llocs s'ha trobat ni un sol objecte que estigui al seu nom.

### Tomba de Ramsès VIII
Mentre que es coneixen totes les tombes de la dinastia XIX, hi ha una sola "creu" en l'actual llista referent a la XX: la del faraó Ramsès VIII. No és sorprenent, són molt poques les dades que ens han arribat d'ell: se sap que era fill de Ramsès III, que va regnar durant poc més de tres anys i que en tan curt espai de temps no va fer res que li mereixés passar a la posteritat. Així, no és estrany que ni tan sols tingui alguna candidata a ser la seva tomba.
Pel que sembla, quan aquest home no era més que un príncep, molt allunyat quant a possibilitats d'arribar a ser faraó, es va fer construir la tomba KV19 a la Vall dels Reis. En aquell temps Ramsès VIII responia al nom del príncep Sethirjopshef i quan va ser coronat va haver de veure tan indigne el seu enterrament que ho va rebutjar i, sens dubte, en planejaria un altre. Ara bé les tombes de l'època ramésida (dinasties XIX i XX) tenen com a factor comú que són fàcils de descobrir a causa de la seva entrada monumental, i seria un autèntic cop de sort, gairebé miraculós, que encara no hagués estat trobada una.
Menyspreant la teoria que Ramsès VIII abandonés la Vall dels Reis, hi ha la hipòtesi que la seva tomba fos finalment usurpada per algun dels seus successors, i que el cos del rei fos enviat a un altre lloc, la mòmia no s'ha identificat entre les existents en els dos amagatalls, en els quals no ha deixat cap empremta. Ramsès VIII va ser un monarca tan mediocre que ni tan sols ha pogut deixar-nos pistes clares del seu lloc d'enterrament, encara que és possible que el lloc definitiu del seu descans etern fora la QV43, una tomba de la Vall de les Reines en què han aparegut restes amb el seu nom. Però, si és així, què impulsaria a aquest monarca a canviar de necròpolis? O va ser aquest enterrament previst per un dels seus successors, per usurpar la seva legítima tomba? Pràcticament impossible de saber.